# Polonia en los Juegos Paralímpicos de Innsbruck 1984
Polonia estuvo representada en los Juegos Paralímpicos de Innsbruck 1984 por un total de 16 deportistas, 12 hombres y cuatro mujeres.

## Medallistas
El equipo paralímpico polaco obtuvo las siguientes medallas:
| Nombre                                                   | Deporte        | Evento                               |
| -------------------------------------------------------- | -------------- | ------------------------------------ |
| Oro                                                      |                |                                      |
| Marianne Niedźwiadek                                     | Esquí de fondo | 5 km distancia corta LW3 masculino   |
| Marianne Niedźwiadek                                     | Esquí de fondo | 10 km distancia media LW3 masculino  |
| Barbara Chmielecka Jolanta Kochanaowska Henryka Sadowska | Esquí de fondo | 3 × 5 km LW2-9 femenino              |
| Plata                                                    |                |                                      |
| Kazimierz Wyszowski                                      | Esquí de fondo | 5 km distancia corta LW3 masculino   |
| Kazimierz Wyszowski                                      | Esquí de fondo | 10 km distancia media LW3 masculino  |
| Bronce                                                   |                |                                      |
| Eszbieta Dadok                                           | Esquí alpino   | Eslalon LW6/8 femenino               |
| Eszbieta Dadok                                           | Esquí alpino   | Eslalon gigante LW6/8 femenino       |
| Eszbieta Dadok                                           | Esquí alpino   | Combinada LW6/8 femenino             |
| Franciszek Tracz                                         | Esquí alpino   | Eslalon LW3 masculino                |
| Barbara Chmielecka                                       | Esquí de fondo | 5 km distancia corta LW6/8 femenino  |
| Barbara Chmielecka                                       | Esquí de fondo | 10 km distancia media LW6/8 femenino |
| Czesław Kwiatkowski                                      | Esquí de fondo | 5 km distancia corta LW3 masculino   |
| Czesław Kwiatkowski                                      | Esquí de fondo | 10 km distancia media LW3 masculino  |